# BBC Culture’s 100 Greatest Films of the 21st Century

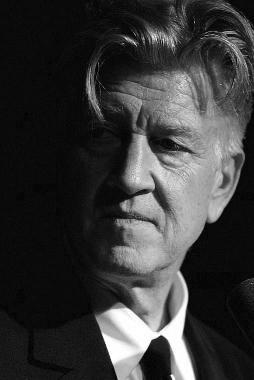
David Lynch, Regisseur des bestplatzierten Films Mulholland Drive

Die Liste BBC Culture’s 100 Greatest Films of the 21st Century bzw. The 100 Greatest Films of the 21st Century („Die 100 bedeutendsten Filme des 21. Jahrhunderts“) wurde im August 2016 von der Kulturredaktion der BBC veröffentlicht. Sie ist das Resultat einer Umfrage unter 177 Filmkritikern, Wissenschaftlern und Kuratoren aus aller Welt, die jeweils um eine Auflistung der aus ihrer Sicht zehn bedeutendsten Kinofilme gebeten wurden, die in den Jahren 2000 bis 2016 veröffentlicht wurden.

## Hintergrund und Methode
Die Redaktion hatte im Juli 2015 die Umfrageergebnisse zu den 100 bedeutendsten amerikanischen Filmen publiziert und war eigenen Angaben zufolge verwundert darüber gewesen, dass nur sechs nach dem Jahr 2000 veröffentlichte Produktionen Aufnahme in die Liste gefunden hatten. Dies waren:
| Platz | Originaltitel                         | Deutscher Titel                          | Regie             | Erscheinungs- jahr |
| ----- | ------------------------------------- | ---------------------------------------- | ----------------- | ------------------ |
| 21.   | Mulholland Drive                      | Mulholland Drive – Straße der Finsternis | David Lynch       | 2001               |
| 79.   | The Tree of Life                      | The Tree of Life                         | Terrence Malick   | 2011               |
| 87.   | Eternal Sunshine of the Spotless Mind | Vergiss mein nicht!                      | Michel Gondry     | 2004               |
| 94.   | 25th Hour                             | 25 Stunden                               | Spike Lee         | 2002               |
| 96.   | The Dark Knight                       | The Dark Knight                          | Christopher Nolan | 2008               |
| 99.   | 12 Years a Slave                      | 12 Years a Slave                         | Steve McQueen     | 2013               |

Im Juli 2016 begann die Redaktion daraufhin Filmkritiker von Print- und Online-Medien, Wissenschaftler und Filmkuratoren nach den ihrer Meinung nach zehn bedeutendsten Filmen der Erscheinungsjahre 2000 bis 2016 zu befragen. Waren bei der Wahl zu den „100 bedeutendsten amerikanischen Filmen“ noch 62 Kritikerstimmen aus aller Welt in die Wertung eingegangen, beteiligten sich bei der neuen Umfrage 177 Personen aus 36 Ländern, darunter 81 aus den Vereinigten Staaten, 19 aus Großbritannien, je fünf aus Kanada, Kuba, Frankreich und Deutschland sowie je vier aus Australien, Indien, Israel, Italien und Kolumbien, zwei aus Österreich und eine aus der Schweiz. 122 Befragte waren Männer, 55 Frauen. Die Teilnehmer aus dem deutschsprachigen Raum waren Andreas Borcholte (Spiegel Online), Carmen Gray (Woche der Kritik), Alexander Horwath (Direktor des Österreichischen Filmmuseums), Dominik Kamalzadeh (Der Standard), Andreas Kilb und Verena Lueken (beide Frankfurter Allgemeine Zeitung), Susanne Ostwald (Neue Zürcher Zeitung) und Hannah Pilarczyk (Der Spiegel).
Die Befragten mussten eine Rangliste erstellen. Die BBC-Redaktion bewertete jeden auf Platz 1 gesetzten Film der Abstimmenden mit zehn Punkten und vergab dann die Punkte absteigend mit bis zu einem Punkt für Platz 10. Der Film, der die meisten Punkte auf sich vereinen konnte, hatte die Wahl gewonnen.

## Liste der häufigsten Nennungen
Der Gewinnerfilm Mulholland Drive wurde von 47 Abstimmenden (27 Prozent aller Auswählenden) genannt, während 16 Befragte (vier Frauen, zwölf Männer) an das Werk den ersten Platz vergaben. Die auf der Liste am häufigsten genannten Regisseure sind Paul Thomas Anderson, Wes Anderson, Ethan und Joel Coen, Michael Haneke, Christopher Nolan und Apichatpong Weerasethakul (je drei Filme). Nach der Sprache dominiert Englisch (57 Filme), gefolgt von Französisch (13) und Spanisch (4). Nach Nationalität der Regisseure dominieren Filme von US-Amerikanern (35 Filme), gefolgt von ihren Kollegen aus Großbritannien und Frankreich (je 9). Neben Hanekes Caché, Das weiße Band – Eine deutsche Kindergeschichte und Liebe konnten sich auch Filme von Maren Ade (Toni Erdmann) und Florian Henckel von Donnersmarck (Das Leben der Anderen) platzieren. 45 der platzierten Filme wurden auf dem Filmfestival von Cannes gezeigt.
Da zwischen Carlos – Der Schakal, Requiem for a Dream und Toni Erdmann Punktgleichheit herrschte, wurden alle drei Filme von der Redaktion auf Platz 100 gelistet, wodurch in den Top 100 zwei Einträge mehr enthalten sind. Toni Erdmann ist der einzige Film, der aus dem Filmjahr 2016 Berücksichtigung fand. 2012 und 2013 sind mit je neun genannten Titeln die am häufigsten auftauchenden Filmjahrgänge.
| Platz | Originaltitel                                                               | Deutscher Titel                                              | Regie                             | Jahr | Anmerkungen |
| ----- | --------------------------------------------------------------------------- | ------------------------------------------------------------ | --------------------------------- | ---- | --- |
| 1.    | Mulholland Drive                                                            | Mulholland Drive – Straße der Finsternis                     | David Lynch                       | 2001 | Regiepreis des Filmfestivals von Cannes, Oscar-Nominierung (Beste Regie), Platz 21 in der BBC-Wahl zu den 100 bedeutendsten amerikanischen Filmen                          |
| 2.    | 花樣年華 (Fa yeung nin wa)                                                  | In the Mood for Love                                         | Wong Kar-Wai                      | 2000 | Darstellerpreis des Filmfestivals von Cannes; erhielt unter den weiblichen Befragten die meisten Stimmen                                                                   |
| 3.    | There Will Be Blood                                                         | There Will Be Blood                                          | Paul Thomas Anderson              | 2007 | zwei Oscars (u. a. Bester Hauptdarsteller), Grand Prix de la FIPRESCI |
| 4.    | 千と千尋の神隠し (Sen to Chihiro no kamikakushi)                            | Chihiros Reise ins Zauberland                                | Hayao Miyazaki                    | 2001 | Goldener Bär der Berlinale, Oscar (Bester Animationsfilm) |
| 5.    | Boyhood                                                                     | Boyhood                                                      | Richard Linklater                 | 2014 | drei Golden Globe Awards (u. a. Bestes Filmdrama), Grand Prix de la FIPRESCI                                                                                               |
| 6.    | Eternal Sunshine of the Spotless Mind                                       | Vergiss mein nicht!                                          | Michel Gondry                     | 2004 | Oscar (Bestes Originaldrehbuch), Platz 87 in der BBC-Wahl zu den 100 bedeutendsten amerikanischen Filmen                                                                   |
| 7.    | The Tree of Life                                                            | The Tree of Life                                             | Terrence Malick                   | 2011 | Goldene Palme des Filmfestivals von Cannes, Grand Prix de la FIPRESCI, Platz 79 in der BBC-Wahl zu den 100 bedeutendsten amerikanischen Filmen                             |
| 8.    | 一一 (Yi yi)                                                                | Yi Yi – A One and a Two                                      | Edward Yang                       | 2000 | Regiepreis des Filmfestivals von Cannes |
| 9.    | جدایی نادر از سیمین (Dschodai-ye Nader az Simin)                            | Nader und Simin – Eine Trennung                              | Asghar Farhadi                    | 2011 | Goldener Bär der Berlinale, Oscar (Bester fremdsprachiger Film) |
| 10.   | No Country for Old Men                                                      | No Country for Old Men                                       | Ethan und Joel Coen               | 2007 | vier Oscars (u. a. Bester Film) |
| 11.   | Inside Llewyn Davis                                                         | Inside Llewyn Davis                                          | Ethan und Joel Coen               | 2013 | Großer Preis der Jury des Filmfestivals von Cannes |
| 12.   | Zodiac                                                                      | Zodiac – Die Spur des Killers                                | David Fincher                     | 2007 | Wettbewerbsbeitrag des Filmfestivals von Cannes |
| 13.   | Children of Men                                                             | Children of Men                                              | Alfonso Cuarón                    | 2006 | drei Oscar-Nominierungen (u. a. Bestes adaptiertes Drehbuch) |
| 14.   | The Act of Killing                                                          | The Act of Killing                                           | Joshua Oppenheimer                | 2012 | Europäischer Filmpreis (Bester Dokumentarfilm) |
| 15.   | 4 luni, 3 săptămâni și 2 zile                                               | 4 Monate, 3 Wochen und 2 Tage                                | Cristian Mungiu                   | 2007 | Goldene Palme des Filmfestivals von Cannes, Grand Prix de la FIPRESCI |
| 16.   | Holy Motors                                                                 | Holy Motors                                                  | Leos Carax                        | 2012 | Wettbewerbsbeitrag des Filmfestivals von Cannes |
| 17.   | El laberinto del fauno                                                      | Pans Labyrinth                                               | Guillermo del Toro                | 2006 | drei Oscars in technischen Kategorien |
| 18.   | Das weiße Band – Eine deutsche Kindergeschichte                             | Das weiße Band – Eine deutsche Kindergeschichte              | Michael Haneke                    | 2009 | Goldene Palme des Filmfestivals von Cannes, Grand Prix de la FIPRESCI, Europäischer Filmpreis (u. a. Bester Film), Golden Globe Award (Bester fremdsprachiger Film)        |
| 19.   | Mad Max: Fury Road                                                          | Mad Max: Fury Road                                           | George Miller                     | 2015 | sechs Oscars in technischen Kategorien, Grand Prix de la FIPRESCI |
| 20.   | Synecdoche, New York                                                        | Synecdoche, New York                                         | Charlie Kaufman                   | 2008 | Wettbewerbsbeitrag des Filmfestivals von Cannes |
| 21.   | The Grand Budapest Hotel                                                    | Grand Budapest Hotel                                         | Wes Anderson                      | 2014 | vier Oscars in technischen Kategorien, Golden Globe Award (Beste Komödie)                                                                                                  |
| 22.   | Lost in Translation                                                         | Lost in Translation                                          | Sofia Coppola                     | 2003 | Oscar (Bestes Originaldrehbuch), drei Golden Globe Awards (u. a. Beste Filmkomödie); bestplatzierter Film einer Regisseurin                                                |
| 23.   | Caché                                                                       | Caché                                                        | Michael Haneke                    | 2005 | Regiepreis des Filmfestivals von Cannes, FIPRESCI-Preis, Europäischer Filmpreis (u. a. Bester Film)                                                                        |
| 24.   | The Master                                                                  | The Master                                                   | Paul Thomas Anderson              | 2012 | Regie- und Darstellerpreis des Filmfestivals von Venedig, FIPRESCI-Preis                                                                                                   |
| 25.   | Memento                                                                     | Memento                                                      | Christopher Nolan                 | 2000 | vier Independent Spirit Awards (u. a. Bester Film), zwei Oscar-Nominierungen                                                                                               |
| 26.   | 25th Hour                                                                   | 25 Stunden                                                   | Spike Lee                         | 2002 | Platz 94 in der BBC-Wahl zu den 100 bedeutendsten amerikanischen Filmen |
| 27.   | The Social Network                                                          | The Social Network                                           | David Fincher                     | 2010 | vier Golden Globe Awards (u. a. Bestes Filmdrama), drei Oscars (u. a. Bestes adaptiertes Drehbuch)                                                                         |
| 28.   | Hable con ella                                                              | Sprich mit ihr                                               | Pedro Almodóvar                   | 2002 | Oscar (Bestes Originaldrehbuch), Golden Globe Award (Bester fremdsprachiger Film), drei Europäische Filmpreise (u. a. Bester Film)                                         |
| 29.   | WALL·E                                                                      | WALL·E – Der Letzte räumt die Erde auf                       | Andrew Stanton                    | 2008 | Oscar (Bester Animationsfilm) |
| 30.   | 올드보이 (Oldeuboi)                                                         | Oldboy                                                       | Park Chan-wook                    | 2003 | Großer Preis der Jury des Filmfestivals von Cannes |
| 31.   | Margaret                                                                    | Margaret                                                     | Kenneth Lonergan                  | 2011 | FIPRESCI-Preis der Viennale |
| 32.   | Das Leben der Anderen                                                       | Das Leben der Anderen                                        | Florian Henckel von Donnersmarck  | 2006 | Oscar und Golden Globe Award (Bester fremdsprachiger Film), drei Europäische Filmpreise (u. a. Bester Film)                                                                |
| 33.   | The Dark Knight                                                             | The Dark Knight                                              | Christopher Nolan                 | 2008 | zwei Oscars, Platz 26 auf der Liste der weltweit erfolgreichsten Filme (nach Einspielergebnis); Platz 96 in der BBC-Wahl zu den 100 bedeutendsten amerikanischen Filmen    |
| 34.   | Saul fia                                                                    | Son of Saul                                                  | László Nemes                      | 2015 | Oscar und Golden Globe Award (Bester fremdsprachiger Film), FIPRESCI-Preis in Cannes                                                                                       |
| 35.   | 臥虎藏龍 (Wòhǔ Cánglóng)                                                    | Tiger and Dragon                                             | Ang Lee                           | 2000 | vier Oscars (u. a. Bester fremdsprachiger Film), zwei Golden Globe Awards (u. a. Bester fremdsprachiger Film)                                                              |
| 36.   | Timbuktu                                                                    | Timbuktu                                                     | Abderrahmane Sissako              | 2014 | Oscar-Nominierung (Bester fremdsprachiger Film), sieben Césars (u. a. Bester Film)                                                                                         |
| 37.   | ลุงบุญมีระลึกชาติ (Lung Boonmee raluek chat)                                     | Uncle Boonmee erinnert sich an seine früheren Leben          | Apichatpong Weerasethakul         | 2010 | Goldene Palme des Filmfestivals von Cannes |
| 38.   | Cidade de Deus                                                              | City of God                                                  | Fernando Meirelles und Kátia Lund | 2002 | vier Oscar-Nominierungen |
| 39.   | The New World                                                               | The New World                                                | Terrence Malick                   | 2005 | Oscar-Nominierung (Beste Kamera) |
| 40.   | Brokeback Mountain                                                          | Brokeback Mountain                                           | Ang Lee                           | 2005 | Goldener Löwe des Filmfestivals von Venedig, drei Oscars (u. a. Beste Regie), vier Golden Globe Awards (u. a. Bestes Filmdrama)                                            |
| 41.   | Inside Out                                                                  | Alles steht Kopf                                             | Pete Docter                       | 2015 | Oscar und Golden Globe Award (Bester Animationsfilm) |
| 42.   | Amour                                                                       | Liebe                                                        | Michael Haneke                    | 2012 | Goldene Palme des Filmfestivals von Cannes, Oscar und Golden Globe Award (Bester fremdsprachiger Film), Grand Prix de la FIPRESCI                                          |
| 43.   | Melancholia                                                                 | Melancholia                                                  | Lars von Trier                    | 2011 | Darstellerpreis des Filmfestivals von Cannes, drei Europäische Filmpreise (u. a. Bester Film)                                                                              |
| 44.   | 12 Years a Slave                                                            | 12 Years a Slave                                             | Steve McQueen                     | 2013 | drei Oscars (u. a. Bester Film), Golden Globe Award (Bestes Filmdrama), Platz 99 in der BBC-Wahl zu den 100 bedeutendsten amerikanischen Filmen                            |
| 45.   | La Vie d’Adèle – Chapitre 1 & 2                                             | Blau ist eine warme Farbe                                    | Abdellatif Kechiche               | 2013 | Goldene Palme des Filmfestivals von Cannes, Grand Prix de la FIPRESCI |
| 46.   | Copie conforme                                                              | Die Liebesfälscher                                           | Abbas Kiarostami                  | 2010 | Darstellerpreis des Filmfestivals von Cannes; bestplatzierter Film mit ausschließlich Stimmen von männlichen Befragten                                                     |
| 47.   | Левиафан (Leviathan)                                                        | Leviathan                                                    | Andrei Swjaginzew                 | 2014 | Oscar-Nominierung und Golden Globe Award (Bester fremdsprachiger Film), FIPRESCI-Preis in Cannes                                                                           |
| 48.   | Brooklyn                                                                    | Brooklyn – Eine Liebe zwischen zwei Welten                   | John Crowley                      | 2015 | drei Oscar-Nominierungen (u. a. Bester Film) |
| 49.   | Adieu au langage                                                            | Goodbye to Language                                          | Jean-Luc Godard                   | 2014 | Preis der Jury des Filmfestivals von Cannes |
| 50.   | 聶隱娘 (Nie Yinniang)                                                       | The Assassin                                                 | Hou Hsiao-Hsien                   | 2015 | Regiepreis des Filmfestivals von Cannes |
| 51.   | Inception                                                                   | Inception                                                    | Christopher Nolan                 | 2010 | vier Oscars in technischen Kategorien, Platz 53 auf der Liste der weltweit erfolgreichsten Filme (nach Einspielergebnis)                                                   |
| 52.   | สัตว์ประหลาด (Sud pralad)                                                     | Tropical Malady                                              | Apichatpong Weerasethakul         | 2004 | Jurypreis des Filmfestivals von Cannes |
| 53.   | Moulin Rouge!                                                               | Moulin Rouge                                                 | Baz Luhrmann                      | 2001 | zwei Oscars in technischen Kategorien, drei Golden Globe Awards (u. a. Bestes Filmmusical); ausschließlich von männlichen Befragten genannt                                |
| 54.   | Bir Zamanlar Anadolu’da                                                     | Once Upon a Time in Anatolia                                 | Nuri Bilge Ceylan                 | 2011 | Großer Preis der Jury des Filmfestivals von Cannes; ausschließlich von männlichen Befragten genannt                                                                        |
| 55.   | Ida                                                                         | Ida                                                          | Paweł Pawlikowski                 | 2013 | Oscar (Bester fremdsprachiger Film), drei Europäische Filmpreise (u. a. Bester Film)                                                                                       |
| 56.   | Werckmeister harmóniák                                                      | Die Werckmeisterschen Harmonien                              | Béla Tarr                         | 2000 | |
| 57.   | Zero Dark Thirty                                                            | Zero Dark Thirty                                             | Kathryn Bigelow                   | 2012 | ein Oscar in den technischen Kategorien, Golden Globe Award (Beste Hauptdarstellerin – Drama)                                                                              |
| 58.   | Moolaadé                                                                    | Moolaadé – Bann der Hoffnung                                 | Ousmane Sembène                   | 2004 | Prix Un Certain Regard des Filmfestivals von Cannes, National Society of Film Critics Award (Bester fremdsprachiger Film)                                                  |
| 59.   | A History of Violence                                                       | A History of Violence                                        | David Cronenberg                  | 2005 | zwei Oscar-Nominierungen (u. a. Bestes adaptiertes Drehbuch) |
| 60.   | แสงศตวรรษ (Sang sattawat)                                                   | Syndromes and a Century                                      | Apichatpong Weerasethakul         | 2006 | Wettbewerbsbeitrag des Filmfestivals von Venedig; ausschließlich von männlichen Befragten genannt                                                                          |
| 61.   | Under the Skin                                                              | Under the Skin                                               | Jonathan Glazer                   | 2013 | Wettbewerbsbeitrag des Filmfestivals von Venedig |
| 62.   | Inglourious Basterds                                                        | Inglourious Basterds                                         | Quentin Tarantino                 | 2009 | Oscar und Golden Globe Award (Bester Nebendarsteller) |
| 63.   | A Torinói ló                                                                | Das Turiner Pferd                                            | Béla Tarr                         | 2011 | Großer Preis der Jury der Berlinale, FIPRESCI-Preis |
| 64.   | La grande bellezza                                                          | La Grande Bellezza – Die große Schönheit                     | Paolo Sorrentino                  | 2013 | Oscar und Golden Globe Award (Bester fremdsprachiger Film), vier Europäische Filmpreise (u. a. Bester Film)                                                                |
| 65.   | Fish Tank                                                                   | Fish Tank                                                    | Andrea Arnold                     | 2009 | Preis der Jury des Filmfestivals von Cannes |
| 66.   | 봄, 여름, 가을, 겨울… 그리고 봄 (Bom, Yeorum, Gaeul, Gyeowool… Geurigo Bom) | Frühling, Sommer, Herbst, Winter… und Frühling               | Kim Ki-duk                        | 2003 | ausschließlich von männlichen Befragten genannt |
| 67.   | The Hurt Locker                                                             | Tödliches Kommando – The Hurt Locker                         | Kathryn Bigelow                   | 2008 | sechs Oscars und British Academy Film Awards (u. a. Bester Film) |
| 68.   | The Royal Tenenbaums                                                        | Die Royal Tenenbaums                                         | Wes Anderson                      | 2001 | Oscar-Nominierung (Bestes Originaldrehbuch), Golden Globe Award (Bester Hauptdarsteller – Komödie)                                                                         |
| 69.   | Carol                                                                       | Carol                                                        | Todd Haynes                       | 2015 | Darstellerpreis des Filmfestivals von Cannes, sechs Oscar- und fünf Golden-Globe-Nominierungen                                                                             |
| 70.   | Stories We Tell                                                             | nicht bekannt                                                | Sarah Polley                      | 2012 | Dokumentarfilm (ausgezeichnet u. a. vom National Board of Review, New York Film Critics Circle, Los Angeles Film Critics Association und Toronto Film Critics Association) |
| 71.   | Tabu                                                                        | Tabu – Eine Geschichte von Liebe und Schuld                  | Miguel Gomes                      | 2012 | FIPRESCI-Preis der Berlinale |
| 72.   | Only Lovers Left Alive                                                      | Only Lovers Left Alive                                       | Jim Jarmusch                      | 2013 | Wettbewerbsbeitrag des Filmfestivals von Cannes |
| 73.   | Before Sunset                                                               | Before Sunset                                                | Richard Linklater                 | 2004 | Oscar-Nominierung (Bestes adaptiertes Drehbuch) |
| 74.   | Spring Breakers                                                             | Spring Breakers                                              | Harmony Korine                    | 2012 | Wettbewerbsbeitrag des Filmfestivals von Venedig |
| 75.   | Inherent Vice                                                               | Inherent Vice – Natürliche Mängel                            | Paul Thomas Anderson              | 2014 | zwei Oscar-Nominierungen (u. a. Bestes adaptiertes Drehbuch) |
| 76.   | Dogville                                                                    | Dogville                                                     | Lars von Trier                    | 2003 | Wettbewerbsbeitrag des Filmfestivals von Cannes |
| 77.   | Le scaphandre et le papillon                                                | Schmetterling und Taucherglocke                              | Julian Schnabel                   | 2007 | vier Oscar-Nominierungen (u. a. Beste Regie), Golden Globe Award (Beste Regie)                                                                                             |
| 78.   | The Wolf of Wall Street                                                     | The Wolf of Wall Street                                      | Martin Scorsese                   | 2013 | fünf Oscar-Nominierungen (u. a. Bester Film), Golden Globe Award (Bester Hauptdarsteller – Komödie)                                                                        |
| 79.   | Almost Famous                                                               | Almost Famous – Fast berühmt                                 | Cameron Crowe                     | 2000 | Oscar (Bestes Originaldrehbuch) |
| 80.   | Возвращение (Woswraschtschenije)                                            | The Return – Die Rückkehr                                    | Andrei Swjaginzew                 | 2003 | Goldener Löwe des Filmfestivals von Venedig |
| 81.   | Shame                                                                       | Shame                                                        | Steve McQueen                     | 2011 | Darstellerpreis des Filmfestivals von Venedig, FIPRESCI-Preis |
| 82.   | A Serious Man                                                               | A Serious Man                                                | Ethan und Joel Coen               | 2009 | zwei Oscar-Nominierungen (u. a. Bester Film) |
| 83.   | A.I. – Artificial Intelligence                                              | A.I. – Künstliche Intelligenz                                | Steven Spielberg                  | 2001 | zwei Oscar-Nominierungen in technischen Kategorien; ausschließlich von männlichen Befragten genannt                                                                        |
| 84.   | Her                                                                         | Her                                                          | Spike Jonze                       | 2013 | Oscar und Golden Globe Award (Bestes Originaldrehbuch) |
| 85.   | Un prophète                                                                 | Ein Prophet                                                  | Jacques Audiard                   | 2009 | Großer Preis der Jury des Filmfestivals von Cannes, Oscar- und Golden-Globe-Nominierung (Bester fremdsprachiger Film)                                                      |
| 86.   | Far from Heaven                                                             | Dem Himmel so fern                                           | Todd Haynes                       | 2002 | vier Oscar- und Golden-Globe-Nominierungen |
| 87.   | Le fabuleux déstin d’Amélie Poulain                                         | Die fabelhafte Welt der Amélie                               | Jean-Pierre Jeunet                | 2001 | drei Europäische Filmpreise, Oscar- und Golden-Globe-Nominierung (Bester fremdsprachiger Film)                                                                             |
| 88.   | Spotlight                                                                   | Spotlight                                                    | Tom McCarthy                      | 2015 | zwei Oscars (u. a. Bester Film) |
| 89.   | La mujer sin cabeza                                                         | Die Frau ohne Kopf                                           | Lucrecia Martel                   | 2008 | Wettbewerbsbeitrag des Filmfestivals von Cannes |
| 90.   | The Pianist                                                                 | Der Pianist                                                  | Roman Polanski                    | 2002 | Goldene Palme des Filmfestivals von Cannes, zwei Oscars (Regie und Hauptdarsteller)                                                                                        |
| 91.   | El secreto de sus ojos                                                      | In ihren Augen                                               | Juan José Campanella              | 2009 | Oscar (Bester fremdsprachiger Film) |
| 92.   | The Assassination of Jesse James by the Coward Robert Ford                  | Die Ermordung des Jesse James durch den Feigling Robert Ford | Andrew Dominik                    | 2007 | Darstellerpreis des Filmfestivals von Venedig, zwei Oscar-Nominierungen; ausschließlich von männlichen Befragten genannt                                                   |
| 93.   | Ratatouille                                                                 | Ratatouille                                                  | Brad Bird                         | 2007 | Oscar und Golden Globe Award (Bester Animationsfilm) |
| 94.   | Låt den rätte komma in                                                      | So finster die Nacht                                         | Tomas Alfredson                   | 2008 | zwei Nominierungen für den Europäischen Filmpreis (u. a. Bester Film) |
| 95.   | Moonrise Kingdom                                                            | Moonrise Kingdom                                             | Wes Anderson                      | 2012 | Oscar-Nominierung (Bestes Originaldrehbuch) |
| 96.   | Finding Nemo                                                                | Findet Nemo                                                  | Andrew Stanton                    | 2003 | Oscar (Bester Animationsfilm) |
| 97.   | White Material                                                              | White Material – Land in Aufruhr                             | Claire Denis                      | 2009 | Wettbewerbsbeitrag des Filmfestivals von Venedig |
| 98.   | ده (Dah)                                                                    | Ten                                                          | Abbas Kiarostami                  | 2002 | |
| 99.   | Les Glaneurs et la Glaneuse                                                 | Die Sammler und die Sammlerin                                | Agnès Varda                       | 2000 | Europäischer Filmpreis (Bester Dokumentarfilm) |
| 100.  | Carlos                                                                      | Carlos – Der Schakal                                         | Olivier Assayas                   | 2010 | Golden Globe Award (Golden Globe Award/Beste Miniserie oder Fernsehfilm); ausschließlich von männlichen Befragten genannt                                                  |
| 100.  | Requiem for a Dream                                                         | Requiem for a Dream                                          | Darren Aronofsky                  | 2000 | Oscar- und Golden-Globe-Nominierung (Beste Hauptdarstellerin); ausschließlich von männlichen Befragten genannt                                                             |
| 100.  | Toni Erdmann                                                                | Toni Erdmann                                                 | Maren Ade                         | 2016 | Oscar- und Golden-Globe-Nominierung (Bester fremdsprachiger Film), Grand Prix de la FIPRESCI                                                                               |